# Joseph L. Brady
Joseph L. Brady (...) è un astronomo statunitense.
Fu fra i pionieri dell'uso dei calcolatori elettronici per l'individuazione delle orbite. In particolare dedicò molti anni della propria carriera a verificare i parametri orbitali della cometa di Halley, ottenendo infine un modello capace di raccordare le osservazioni storiche a partire dal 2647 a.C. e dare una previsione del perielio del passaggio del 1986 che si dimostrò affetta da un errore di pochi secondi d'arco.
Nei suoi calcoli Brady aveva introdotto la presenza di un'ulteriore forza agente sulla cometa, oltre a quella gravitazionale del Sole e dei nove pianeti allora noti, che considerò potesse essere dovuta al Pianeta X. Le ricerche di tale pianeta si dimostrarono tuttavia infruttose e studi successivi attribuirono invece ai getti di materiale dal corpo del nucleo durante le fasi di prossimità al perielio, la causa delle variazioni dei parametri orbitali della cometa.
Il Minor Planet Center gli accredita la scoperta dell'asteroide 2739 Taguacipa effettuata il 17 ottobre 1952.